# Explorer 5
Explorer 5 byl americký satelit o hmotnosti 16,86 kg.
Nosnou raketou byla Juno I, která odstartovala 24. srpna 1958. Mise byla neúspěšná, protože do rakety po odpojení narazila tryska.